# ヒルデガルト・ブラウクマン
ヒルデガルト・ブラウクマン（ドイツ語: Hildegard Braukmann、1912年12月5日 – 2001年9月2日）は、ドイツの美容師、実業家、起業家。

## 生涯
ヒルデガルト・ブラウクマンは1935年にベルリンで自営業を立ち上げた。第二次世界大戦後、ブラウクマンは軍事当局の承認を得て1945年より事業を再開した。ドイツの高度経済成長（経済の奇跡）の中の1962年、彼女はニーダーザクセン州グロースブルクヴェーデルにおいて、自身の名を付けた化粧品企業「ヒルデガルト・ブラウクマン」を設立した。彼女はこの会社を、78歳の誕生日となる1990年まで管理し続けた。
また彼女は、夫のアルベルト・ヴィッテンベルクとともにハノーファー医科大学の心臓血管研究を支援し、資本金3000万ユーロを基に「ブラウクマン＝ヴィッテンベルク心臓基金」を創設した。歴代で最高額となるこの基金は、2003年3月12日のハノーファー医科大学の祝典の際に発表された。

## 栄誉
1999年12月9日、ハノーヴァー市の理事会において、市内の道路や広場、橋などに対して主に女性の名前を付与する計画が立ちあがった。対象は2011年8月時点で3486箇所あったが、そのうち女性の名前が付与されていたのはわずか157箇所だけであった。また1208箇所には男性の名前が付与されていた。「ヒルデガルト・ブラウクマン」という名は、地域的に合致する名前であるとして、多数の候補の一つとして提案された。

## 著作物
- Christine Kannenberg, Sabine Popp (Red.), Luise F. Pusch, Annette Volland (Recherche): Hildegard Braukmann, in: Bedeutende Frauen in Hannover. Eine Hilfe für künftige Benennungen von Straßen, Wegen, Plätzen und Brücken nach weiblichen Persönlichkeiten, hrsg. von der Landeshauptstadt Hannover, Referat für Frauen und Gleichstellung, Fachbereich Planen und Stadtentwicklung, Hannover: Landeshauptstadt Hannover, August 2011, S. 48